# 1990 у літературі

## Нагороди
- Букерівська премія: Антонія Баєтт, «Володіти»
- Премія Неб'юла за найкращий роман: Урсула Ле Гуїн, «Техану: Остання книга Земномор'я»
- Премія Неб'юла за найкращу повість: Джо Холдеман, «Містифікація Гемінґвея» (The Hemingway Hoax)
- Премія Неб'юла за найкраще оповідання: Террі Біссон, «Ведмеді відкривають вогонь»
- Премія «Г'юґо» за найкращий роман: Ден Сіммонс, «Гіперіон»

## Померли
- 23 лютого  — Давид Самойлов, російський поет (народився в 1920).
- 28 травня  — Джорджо Манганеллі, італійський письменник, перекладач, журналіст, літературознавець (народився в 1922).
- 24 серпня  — Сергій Донатович Довлатов, російський письменник (народився в 1941).
- 9 вересня  — Анатолій Володимирович Софронов, російський радянський поет (народився в 1911).
- 23 листопада  — Роальд Даль, валлійська письменник, автор казок та новел (народився в 1916 році).
- 14 грудня  — Фрідріх Дюрренматт, швейцарський прозаїк, публіцист та драматург (народився в 1921 році).

## Нові книжки
- Око Світу — перший роман із циклу «Колесо часу» американського письменника Роберта Джордана.
- Шлях через рівнину — четвертий роман Джін М. Ауел з серії «Діти Землі».